# Interneringskamp Copieweg
Interneringskamp Copieweg was een Nederlands interneringskamp in Suriname tijdens de Tweede Wereldoorlog. Het werd gebruikt voor de internering van burgers van Duitse nationaliteit. Later werden ook politieke gevangenen in het kamp opgesloten. Copieweg was oorspronkelijk een internaat van de Rooms-Katholieke kerk voor Javaanse meisjes.

## Geschiedenis
In 1939 werden voorbereidingen getroffen voor de internering van Duitse burgers. Op 10 mei 1940, de dag van de Duitse aanval op Nederland, werd in Suriname de internering bij wet geregeld. Dezelfde dag had de bemanning het Duitse schip Goslar laten zinken, en werd tijdelijk in Fort Zeelandia geïnterneerd. Eerst werden mannen met Duitse nationaliteit opgepakt, en twee weken later werden vrouwen en kinderen gearresteerd. Dezelfde maand werd Copieweg geconfisqueerd en aangewezen als het belangrijkste interneringskamp. Ongeveer 160 Surinamese burgers, en 440 Antiliaanse burgers werden in het kamp opgesloten.
In maart 1942 ontsnapten vijf Duitsers uit Copieweg en probeerden naar Frans-Guyana te vluchten. Ze hadden de Marowijne reeds bereikt, maar waren gesignaleerd door de marron Soea die met een gewapende groep de Duitsers aanhield en naar Herminadorp bracht waar ze door de autoriteiten werden opgehaald. In augustus 1942 werden 60 Nederlandse dienstweigeraars uit Zuid-Afrika in het kamp geplaatst.
Gouverneur Johannes Kielstra maakte gebruik van de noodtoestand om politieke opponenten als Eddy Bruma en Otto Huiswoud te arresteren en zonder proces te interneren. Op 30 juli 1943 werd het Statenlid Wim Bos Verschuur gearresteerd en geïnterneerd, omdat hij van plan was koningin Wilhelmina een petitie aan te bieden om Kielstra te vervangen vanwege machtsmisbruik. In augustus 1943 namen alle gekozen leden van de Staten van Suriname ontslag. Ze werden in september herkozen, maar weigerden te vergaderen. Op 28 december werd Kielstra eervol ontslagen.
Na het einde van de Tweede Wereldoorlog werden de geïnterneerden niet meteen vrijgelaten. In februari 1947 verlieten de laatste gevangen het kamp. Copieweg werd teruggegeven aan de Rooms-Katholieke kerk. In 2022 was het terrein in gebruik door de St. Ferdinandschool.